# 河野密
河野 密（こうの みつ、1897年（明治30年）12月18日 - 1981年（昭和56年）1月4日）は、日本の政治家。千葉県出身。

## 経歴
東京帝国大学法学部卒。大学在学中に新人会に参加し、卒業後日本労農党に参加。更に社会大衆党へ移って、1936年の第19回衆議院議員総選挙で初当選する。以後、当選12回。
戦後、日本社会党結成に参加するも、戦時中に大政翼賛会の活動に参画していたことから公職追放。追放解除後、1952年の第25回衆議院議員総選挙で社会党右派から政界復帰、1955年10月左右統一の日本社会党結成に参加する。
1956年鈴木茂三郎委員長の下で党国会対策委員長に就任。1958年警察官職務執行法改正法案に成田知巳総務局長と政府の赤城宗徳内閣官房長官への抗議や浅沼稲次郎書記長と与党自民党の川島正次郎幹事長、村上勇国対委員長に抗議した。1960年国対委員長を退任（後任に山本幸一が内定）。
1972年の第33回衆議院議員総選挙で落選、そのまま政界を引退。墓所は小平霊園。妻・捨子は金子光晴の妹で、金子の命名によるモンココ本舗を経営。